# Wereldkampioenschappen roeien 2015
De wereldkampioenschappen roeien 2015 werden van 30 augustus tot en met 6 september 2015 gehouden op het Meer van Aiguebelette in Aiguebelette-le-Lac, Frankrijk. Deze wereldkampioenschappen stonden in het teken van de Olympische Zomerspelen van 2016, op dit toernooi waren namelijk een groot aantal quotaplaatsen te verdelen. Er stonden 26 onderdelen op het programma, 13 voor mannen en 9 voor vrouwen.

## Medaillewinnaars

### Mannen
| Onderdeel               | Goud | Goud    | Zilver | Zilver  | Brons | Brons   |
| Skiff M1x               | Tsjechië Ondřej Synek | 6.54,76 | Nieuw-Zeeland Mahe Drysdale | 6.55,10 | Litouwen Mindaugas Griškonis | 6.57,64 |
| Lichte skiff LM1x       | Nieuw-Zeeland Adam Ling | 6.53,80 | Slovenië Rajko Hrvat | 6.54,59 | Servië Miloš Stanojević | 6.55,88 |
| Dubbel twee M2x         | Kroatië Martin Sinković Valent Sinković | 6.03,33 | Litouwen Rolandas Maščinskas Saulius Ritter | 6.05,31 | Nieuw-Zeeland Robbie Manson Chris Harris | 6.06,73 |
| Lichte dubbel twee LM2x | Frankrijk Stany Delayre Jérémie Azou | 6.13,38 | Verenigd Koninkrijk Will Fletcher Richard Chambers | 6.15,15 | Noorwegen Kristoffer Brun Are Strandli | 6.15,52 |
| Lichte twee zonder LM2- | Verenigd Koninkrijk Joel Cassells Sam Scrimgeour                                                                                                 | 6.29,40 | Frankrijk Augustin Mouterde Théophile Onfroy | 6.32,02 | Duitsland Jonas Kilthau Matthias Arnold | 6.34,53 |
| Twee zonder M2-         | Nieuw-Zeeland Eric Murray Hamish Bond | 6.15,83 | Verenigd Koninkrijk James Foad Matt Langridge | 6.22,35 | Servië Miloš Vasić Nenad Beđik | 6.25,36 |
| Twee met M2+            | Verenigd Koninkrijk Nathaniel Reilly-O'Donnell Matthew Tarrant Henry Fieldman                                                                    | 6.51,31 | Duitsland Jakob Schneider Clemens Ernsting Jonas Wiesen | 6.57,36 | Servië Viktor Pivač Martin Mačković Luka Mladenović                                                                                               | 6.59,53 |
| Lichte dubbel vier LM4x | Frankrijk Maxime Demontfaucon Damien Piqueras Pierre Houin Morgan Maunoir                                                                        | 5.48,50 | Duitsland Roman Acht Daniel Lawitzke Philipp Grebner Jonathan Rommelmann                                                                                   | 5.48,81 | Denemarken Emil Espensen Andrej Bendtsen Mathias Larsen Oscar Petersen                                                                            | 5.50,41 |
| Lichte vier zonder LM4- | Zwitserland Lucas Tramèr Simon Schürch Simon Niepmann Mario Gyr                                                                                  | 5.55,31 | Duitsland Kasper Winther Jørgensen Jens Vilhelmsen Jacob Barsøe Jacob Larsen                                                                               | 5.57,58 | Frankrijk Franck Solforosi Thomas Baroukh Thibault Colard Guillaume Raineau                                                                       | 5.58,22 |
| Dubbel vier M4x         | Duitsland Philipp Wende Karl Schulze Lauritz Schoof Hans Gruhne                                                                                  | 5.53,22 | Australië David Crawshay Karsten Forsterling Cameron Girdlestone David Watts                                                                               | 5.54,75 | Estland Andrei Jämsä Allar Raja Tõnu Endrekson Kaspar Taimsoo                                                                                     | 5.56,34 |
| Vier zonder M4-         | Italië Marco Di Costanzo Matteo Castaldo Matteo Lodo Giuseppe Vicino                                                                             | 5.46,78 | Australië Will Lockwood Spencer Turrin Joshua Dunkley-Smith Alexander Hill                                                                                 | 5.48,74 | Verenigd Koninkrijk Scott Durant Alan Sinclair Tom Ransley Stewart Innes                                                                          | 5.49,00 |
| Lichte acht LM8+        | Duitsland Tobias Schad Simon Barr Torben Neumann Florian Roller Tobias Franzmann Stefan Wallat Claas Mertens Can Temel Felix Heinemann           | 5.38,92 | Frankrijk Gaël Chocheyras Alexis Guerinot Clement Duret Thibault Lecomte Clement Fonta Vincent Cavard Clement Roulet-Dubonnet Fabrice Moreau Thibaut Hacot | 5.40,14 | Verenigde Staten Tobin McGee John Devlin Christopher Lambert Peter Schmidt Phillip Henson Alex Twist David Smith Matthew Lenhart Jack Carlson     | 5.40,41 |
| Acht M8+                | Verenigd Koninkrijk Matthew Gotrel Constantine Louloudis Pete Reed Paul Bennett Mohamed Sbihi Alex Gregory George Nash William Satch Phelan Hill | 5.36,18 | Duitsland Maximilian Munski Malte Jakschik Maximilian Reinelt Eric Johannesen Anton Braun Felix Drahotta Richard Schmidt Hannes Ocik Martin Sauer          | 5.36,36 | Nederland Dirk Uittenbogaard Boaz Meylink Kaj Hendriks Boudewijn Röell Olivier Siegelaar Tone Wieten Mechiel Versluis Robert Lücken Peter Wiersum | 5.38,09 |

### Para-roeien
| Onderdeel | Goud                                                                           | Goud    | Zilver                                                                                         | Zilver  | Brons                                                                           | Brons   |
| ASM1x     | Australië Erik Horrie                                                          | 4.45,55 | Verenigd Koninkrijk Tom Aggar                                                                  | 4.51,09 | Oekraïne Igor Bondar                                                            | 4.51,70 |
| ASW1x     | IJsland Moran Samuel                                                           | 5.25,92 | Verenigd Koninkrijk Rachel Morris                                                              | 5.27,02 | Noorwegen Birgit Skarstein                                                      | 5.31,94 |
| TAMIX2X   | Australië Gavin Bellis Kathryn Ross                                            | 4.03,51 | Verenigd Koninkrijk Laurence Whiteley Lauren Rowles                                            | 4.04,03 | Frankrijk Perle Bouge Stephane Tardieu                                          | 4.06,08 |
| LTAMIX4+  | Verenigd Koninkrijk Grace Clough Daniel Brown Pam Relph James Fox Oliver James | 3.19,56 | Verenigde Staten Jaclyn Smith Danielle Hansen Zachary Burns Richard Vandegrift Jennifer Sichel | 3.19,82 | Canada Victoria Nolan Veronique Boucher Curtis Halladay Andrew Todd Kristen Kit | 3.27,38 |

## Medaillespiegel
| Plaats | Land                | Goud | Zilver | Brons | Totaal |
| 1      | Verenigd Koninkrijk | 5    | 9      | 1     | 15     |
| 2      | Nieuw-Zeeland       | 5    | 3      | 1     | 9      |
| 3      | Duitsland           | 3    | 4      | 2     | 9      |
| 4      | Australië           | 3    | 2      | 0     | 5      |
| 5      | Verenigde Staten    | 3    | 1      | 3     | 7      |
| 6      | Frankrijk           | 2    | 2      | 2     | 6      |
| 7      | Tsjechië            | 1    | 1      | 0     | 2      |
| 8      | Kroatië             | 1    | 0      | 0     | 1      |
| 8      | Israël              | 1    | 0      | 0     | 1      |
| 8      | Italië              | 1    | 0      | 0     | 1      |
| 8      | Zwitserland         | 1    | 0      | 0     | 1      |
| 12     | Denemarken          | 0    | 1      | 1     | 2      |
| 12     | Litouwen            | 0    | 1      | 1     | 2      |
| 14     | Griekenland         | 0    | 1      | 0     | 1      |
| 14     | Slovenië            | 0    | 1      | 0     | 1      |
| 16     | Nederland           | 0    | 0      | 3     | 3      |
| 16     | Servië              | 0    | 0      | 3     | 3      |
| 18     | Canada              | 0    | 0      | 2     | 2      |
| 18     | China               | 0    | 0      | 2     | 2      |
| 18     | Noorwegen           | 0    | 0      | 2     | 2      |
| 21     | Estland             | 0    | 0      | 1     | 1      |
| 21     | Zuid-Afrika         | 0    | 0      | 1     | 1      |
| 21     | Oekraïne            | 0    | 0      | 1     | 1      |
| Totaal | Totaal              | 26   | 26     | 26    | 78     |